# Episodi di Ask Harriet
La prima e unica stagione della serie televisiva Ask Harriet è stata in trasmessa in anteprima negli Stati Uniti d'America dalla Fox tra il 4 gennaio 1998 e il 29 gennaio 1998. 
A causa dei bassi ascolti, negli USA sono stati trasmessi solo i primi 5 episodi della serie. 
| nº | Titolo originale                        | Titolo italiano | Prima TV USA    | Prima TV Italia |
| -- | --------------------------------------- | --------------- | --------------- | --------------- |
| 1  | Pilot                                   |                 | 4 gennaio 1998  |                 |
| 2  | Hot Coco                                |                 | 8 gennaio 1998  |                 |
| 3  | Help Me Rwanda                          |                 | 15 gennaio 1998 |                 |
| 4  | Turn Your Head & Kafka                  |                 | 22 gennaio 1998 |                 |
| 5  | Lips That Pass in the Night             |                 | 29 gennaio 1998 |                 |
| 6  | Fat Ron                                 |                 | inedito         |                 |
| 7  | Surprise, Surprise                      |                 | inedito         |                 |
| 8  | Good for the Goose, Good for the Gender |                 | inedito         |                 |
| 9  | Kiss Harass Goodbye                     |                 | inedito         |                 |
| 10 | Exes and Ohs                            |                 | inedito         |                 |
| 11 | Dis-guise in Love with You (Part 1)     |                 | inedito         |                 |
| 12 | Dis-guise in Love with You (Part 2)     |                 | inedito         |                 |
| 13 | Pumps and Circumstances                 |                 | inedito         |                 |